# Hydriomena tribulata
Hydriomena tribulata är en fjärilsart som beskrevs av Barnes och Mcdunnough 1917. Hydriomena tribulata ingår i släktet Hydriomena och familjen mätare. Inga underarter finns listade i Catalogue of Life.